# Clavidesmus chicae
Clavidesmus chicae là một loài bọ cánh cứng trong họ Cerambycidae.